# 岛田麻央
島田麻央（日语：／ Shimada Mao，2008年10月30日—）日本花式滑冰青年組女子單人滑運動員，三屆花滑世青賽冠軍（2023、2024、2025）、2024花滑冬青奧冠軍、三屆花滑青年組大獎賽總決賽冠軍（2022、2023、2024）。可以執行高難度動作4T、3A。

## 個人生活與背景
島田麻央於2008年10月30日出生在日本東京都小金井市。 媽媽是淺田真央的粉絲所以取名與真央同音的麻央（在日文中麻央與真央同念mao），家中排行老大有一個小她三歲的妹妹名叫Aoi 。2020年舉家從出生地東京搬到京都以便訓練。 喜歡醜魚走到哪都有醜魚 （页面存档备份，存于）的身影、 喜歡吃鮭魚生魚片， 和妹妹一起領養了一隻臘腸犬名叫koromalu ， 愛好是溫泉、料理、收集餐具、 岩盤浴。

## 獲獎
- 上月財團獲得上月體育獎[13]
- 第58届朝日电视台大体育特别奖[14]